# Reugney
 Reugney  es una población y comuna francesa, en la región de Franco Condado, departamento de Doubs, en el distrito de Besançon y cantón de Amancey.

## Demografía
| 249 | 212 | 194 | 193 | 186 | 230 |
| Para los censos de 1962 a 1999 la población legal corresponde a la población sin duplicidades (Fuente: INSEE [Consultar]) |     |     |     |     |     |